# Mansur Osanlú
Mansur Osanlú es un líder sindicalista y activista en Irán, donde ha sido encarcelado en varias ocasiones de 2005 a 2008. Osanlú se encuentra retenido en la prisión de Evín, cumpliendo una condena de cinco años. Es uno de los miembros fundadores del sindicato de trabajadores de la empresa metropolitana de autobuses de Teherán (Sherkat-e Vahed).
En diciembre de 2005, los conductores de autobuses de Teherán rehusaron tomar los billetes de los pasajeros. Esto llevó al arresto de varios sindicalistas el 22 de diciembre del mismo año, incluyendo a Osanlú.
El Partido Socialista Escocés presentó una moción para su liberación en el Parlamento escocés. Finalmente fue liberado bajo fianza en verano de 2006 tras haber sido mantenido en reclusión durante meses.